# Hammerö

Hammerö  är en stadsdel i Kungsbacka i Halland, den stadsdel som ligger mest söderut. Där finns villa- radhus- och lägenhetsområden. Det finns även en låg- och mellanstadieskola, Gullregnskolan, som är en sammanslagning av skolorna Hammerö och Sommarlust. Området erbjuder fina tennisbanor, lekplatser, fotbollsplaner och en kyrka.